# USS Commencement Bay (CVE-105)
«Комменсмент-Бей» (англ. USS Commencement Bay (CVE-105)) — ескортний авіаносець США часів Другої світової війни однойменного типу.

## Історія створення
Авіаносець «Комменсмент-Бей» був закладений 23 вересня 1943 року на верфі «Todd Pacific Shipyards» в Такомі під назвою «St. Joseph Bay» Спущений на воду 4 травня 1944 року,
5 липня 1944 року перейменований на «Комменсмент-Бей». Вступив у стрій 27 листопада 1944 року.

## Історія служби
Після вступу у стрій у 1945 році авіаносець використовувався для підготовки пілотів морської авіації. 30 листопада 1946 року корабель був виведений в резерв.
12 червня 1955 року корабель був перекласифікований в ескортний вертольотоносець CVHE-105, 7 травня 1959 року — перекласифікований в авіатранспорт AKV-37.
1 квітня 1971 року корабель був виключений зі списків флоту та проданий на злам.